# Bassin-Bleu
Pour les articles homonymes, voir Bassin Bleu et Bassin Bleu (Jacmel).
Bassin-Bleu (Basen Ble en créole haïtien) est une commune d'Haïti située dans le département du Nord-Ouest et l'Arrondissement de Port-de-Paix.

## Démographie
La commune est peuplée de 57 697 habitants(recensement par estimation de 2009).

## Administration
La commune est composée des sections communales de :
- La Plate
- Carreau-Datty
- Haut-des-Moustiques

## Économie
L’économie locale repose sur la culture du café, du coton et du tabac. Du miel est récolté par les apiculteurs locaux dans des ruches aménagées.

## Sources
1. ↑  [PDF] (fr) Population totale, par sexe et population de 18 ans et plus estimées en 2009, au niveau des différentes unités géographiques sur le site de l'Institut haïtien de statistique et d'informatique (IHSI)